# 카니차로 반응
카니차로 반응(영어: Cannizzaro reaction)은 엔올화할 수 없는 알데하이드 두 분자의 염기 유발 불균등화를 통해 1차 알코올과 카복실산을 생성하는 화학 반응이다. 이 반응은 발견자인 이탈리아의 화학자 스타니슬라오 카니차로의 이름을 따서 명명되었다.
|  |

## 같이 보기
- 화학 반응